# Бантен, Джеймс
Джеймс Кларк Бантен (англ. James Clark Bunten; 28 марта 1875, Глазго, Ланаркшир — 3 июня 1935, Глазго) — британский яхтсмен, чемпион летних Олимпийских игр 1908 года.
На Играх 1908 года в Лондоне Бантен соревновался в классе 12 м. Его команда выиграла две гонки и в итоге заняла первое место.